# Клэр, Джиллиан
Джи́ллиан Клэр (англ. Jillian Clare; род. 25 июля 1992, Портленд) — американская актриса кино и телевидения, певица, кинопродюсер, изредка выступает как сценарист, режиссёр и костюмер. Начала сниматься в возрасте 9 лет.

## Биография
Джиллиан Клэр родилась 25 июля 1992 года в городе Портленд (штат Орегон, США). Уже в возрасте 5 лет она выступала в мюзиклах и снималась в рекламе, в том числе, в 2003 году номинировалась на премию «Молодой актёр» в категории «Лучшее выступление в рекламе» за роль в ролике Children’s Tylenol.
Летом 2000 года Клэр с родителями переехали в Лос-Анджелес, и с 2001 года девочка начала сниматься в кино, а с 2003 года — на телевидении.
Клэр много занимается защитой диких животных, в частности, является послом таких организаций как Фонд Святого Болдрика и Дети звёздного света.

## Фильмография
| Год       |     | Русское название          | Оригинальное название                | Роль                       |
| --------- | --- | ------------------------- | ------------------------------------ | -------------------------- |
| 2001      | кор | —                         | The Search for Snuggy Bear           | маленькая девочка          |
| 2002      | ф   | Человек-паук              | Spider-Man                           | плачущая девочка в трамвае |
| 2002      | ф   | —                         | While Supplies Last                  | Кэти Моррисон              |
| 2002      | ф   | Поймай меня, если сможешь | Catch Me If You Can                  | маленькая девочка          |
| 2002      | ф   | Мэгги и Энни              | Maggie and Annie                     | Дебби                      |
| 2003      | кор | —                         | Wishing Time                         | юная Мэгги                 |
| 2003      | ф   | —                         | Truth and Dare                       | Клио                       |
| 2003      | ф   | Куигли                    | Quigley                              | Меган Ченнинг              |
| 2003—2004 | с   | Дни нашей жизни           | Days of Our Lives                    | Эбигейл Деверо             |
| 2004      | кор | —                         | Chasing Daylight                     | Эмбер                      |
| 2006      | тф  | —                         | Against Type                         | Меган Стакли               |
| 2007      | с   | Победитель                | The Winner                           | юная Эллисон               |
| 2010      | с   | Виктория-победительница   | Victorious                           | Хейли Фергюсон             |
| 2010      | с   | Касл                      | Castle                               | Грейси                     |
| 2010—2012 | с   | —                         | Miss Behave                          | Тори                       |
| 2011      | с   | —                         | It’s a Cardboard Life                | Мерседес                   |
| 2011      | с   | —                         | ACME Hollywood Dream Role            | н/д                        |
| 2011      | тф  | —                         | Hero Treatment                       | Сайберелла                 |
| 2012      | ф   | Кухня                     | The Kitchen                          | Никки                      |
| 2013      | с   | Пригород                  | Suburgatory                          | официанка                  |
| 2013      | с   | —                         | Clutch                               | Николь                     |
| 2013      | кор | —                         | Cora                                 | Кора                       |
| 2014      | ф   | Инопланетное похищение    | Alien Abduction                      | Джиллиан Моррис            |
| 2014      | с   | —                         | Acting Dead                          | Алекс Карбонно             |
| 2014      | ф   | Милостью Божьей           | By God’s Grace                       | Саманта Типтон             |
| 2014      | кор | —                         | The Roommate                         | Стефани                    |
| 2016      | ф   | —                         | Fame Dogs                            | Джордан Джоханссен         |
| 2016      | с   | —                         | Ladies of the Lake                   | Кэссиди Монтгомери         |
| 2016      | кор | —                         | Advent                               | Персик                     |
| 2018      | ф   | Недосломленная            | Pretty Broken                        | Линдси Лу                  |
| 2018      | с   | —                         | Ladies of the Lake: Return to Avalon | Кэссиди Монтгомери         |
| 2018      | с   | —                         | Females Unfiltered Show              | н/д                        |
| 2020      | ф   | Держи ритм! Снова в школу | To the Beat!: Back 2 School          | Руби                       |

## Награды и номинации
С полным список кинематографических наград и номинаций Джиллиан Клэр можно ознакомиться на сайте IMDb Архивная копия от 16 марта 2016 на Wayback Machine
| Награда       | Год  | Категория                                                                         | Название работы    | Результат |
| ------------- | ---- | --------------------------------------------------------------------------------- | ------------------ | --------- |
| Молодой актёр | 2003 | Лучшее выступление в рекламе                                                      | Children’s Tylenol | Номинация |
| Молодой актёр | 2004 | Лучшее выступление в полнометражном фильме — Молодая актриса в возрасте до 10 лет | Куигли             | Номинация |
| Молодой актёр | 2004 | Лучшее выступление в телесериале — Молодая актриса второго плана                  | Дни нашей жизни    | Победа    |
| Молодой актёр | 2005 | Лучшее выступление в короткометражном фильме                                      | Chasing Daylight   | Номинация |
| Молодой актёр | 2005 | Лучшее выступление в телесериале — Молодая актриса второго плана                  | Дни нашей жизни    | Победа    |